# Asperula arvensis
Asperula arvensis L. es una planta perenne de la familia de las rubiáceas.

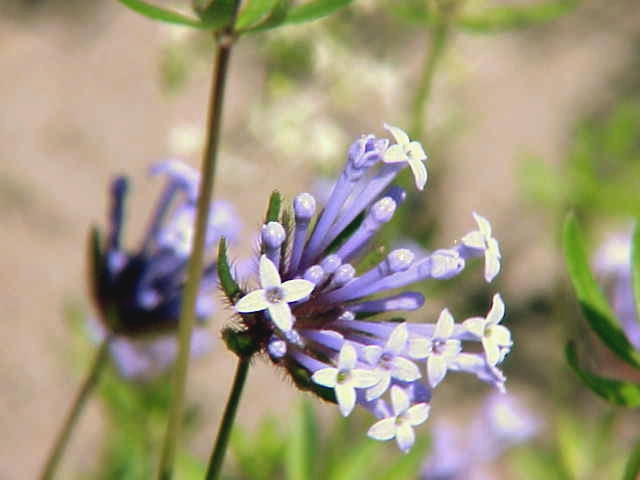
Detalle de la flor

## Descripción
Se distingue del resto de especies del género por el color azul de sus flores, dispuestas en glomérulo rodeado por involucro de brácteas ciliadas, libres entre ellas, que sobrepasan a las flores. 

## Distribución
Es nativa de la región Mediterránea y eurosiberiana. En Europa se distribuye por el sur. En la península ibérica se encuentra dispersa por las áreas más secas de su territorio.

## Hábitat
Es una especie vegetal que coloniza campos de cultivo, aunque también se instala en taludes, bordes de caminos y carreteras, claros de encinar, etc., sobre suelos generalmente margosos o arenosos, también sobre yesos en alturas de 80 hasta 1800 m s. n. m.

## Taxonomía
Asperula arvensis fue descrita por Carlos Linneo y publicado en Species Plantarum 1: 103, en el año 1753.
Etimología
Asperula: nombre genérico que significa "un tanto áspero",o bien  "diminutivo de asper"
arvensis: epíteto latíno que significa "que se cultiva en los campos"
Citología
Número de cromosomas de Asperula arvensis (Fam. Rubiaceae) y táxones infraespecíficos:  2n=22
Sinonimia
- Galium sherardiiflorum E.H.L.Krause in Sturm, Deutschl. (1904).
- Galium arvense (L.) F.Herm. (1956).
- Asperula dubia Willd. ex Roem. & Schult. (1827).[5][6]

## Nombres comunes
- Castellano: amor celoso, asperilla, aspérula arvense, presera real, rábula, rociadera azul, rubiadera azul.[7]